# Kochsándorite
La kochsándorite è un minerale appartenente al gruppo della dresserite.